# AMR 39
La Gendron-Somua modèle 1939 (AMR 39) era un prototipo di autoblindo progettata dall'ingegner Gendron per la cavalleria francese a partire dal 1934. I primi esemplari di serie avrebbero dovuto essere consegnati dalla ditta SOMUA nel luglio 1940.

## Storia
Dodici anni dopo la fine della prima guerra mondiale, il parco autoblindo dell'Armée de terre era ancora costituito dalle obsolete White AM. Il 16 gennaio 1932 l'alto comando dell'esercito diede inizio al progetto Automitrailleuse de Cavalerie type Reconnaissance (AMR) per una moderna autoblindo. Panhard, Renault, Peugeot e un progettista indipendente, l'ingegnere Gendron, presero parte al progetto.

## Prototipi

### Primo prototipo
Nel 1934, il signor Gendron progettò il primo prototipo dell'autoblindo AMR 39 e la SOMUA lo realizzò.
Poiché l'esercito francese non disponeva di fondi per l'acquisto di veicoli blindati costosi, Gendron decise di massimizzare il rapporto qualità/prezzo creando una inusuale configurazione 3×1: due ruote sterzanti anteriori e una singola motrice posteriore, munite di pneumatici; una coppia di ruote metalliche addizionali sulle fiancate, tra primo asse e ruota posteriore, dovevano facilitare il superamento di dossi. Lo scafo, cui si accedeva tramite due porte laterali, era costituito dal compartimento anteriore del pilota; dalla camera di combattimento centrale, dotata della torretta rotante esagonale del carro armato AMR 33; dal vano motore posteriore, che ospitava un motore a benzina quadricilindrico, erogante 75 hp. L'armamento principale era costituito da una mitragliatrice MAC 1931 calibro 7,5 mm.
Il prototipo fu sottoposto a prove ma venne respinto a causa della sua instabilità nei percorsi fuoristrada.

### Secondo prototipo
In seguito al responso delle prove, Gendron passò ad una più convenzionale configurazione 4×4, su due assi entrambi sterzanti. Due ruote metalliche con catene da neve erano fissate alle fiancate per il superamento di ostacoli. Le modifiche allo scafo comportarono modifiche al sistema di ventilazione e raffreddamento e nella posizione del tubo di scappamento.
Il secondo prototipo venne completato nel 1935, fu sottoposto a prove e ne venne autorizzata la produzione in serie. Tuttavia, Gendron non possedeva i mezzi per una produzione in massa, che venne assegnata alla SOMUA.

### Terzo prototipo
Nel 1938, SOMUA sviluppò un terzo prototipo. Venne installata la torretta del APX-5 dell'Atelier de construction de Puteaux, utilizzata anche sul AMR_35 TZ 2. L'armamento principale venne potenziato con il cannone anticarro da 25 mm SA 35. L'armamento secondario era costituito dalla solita mitragliatrice MAC 1931 da 7,5 mm. La potenza del motore venne aumentata a 79 hp, che consentiva all'autoblindo di raggiuntere 69 km/h, con un consumo di carburante di 42 l/h. Il prototipo superò con successo le prove.
Nel settembre 1939 l'Armée emise un ordine per 150 AMR 39. Tuttavia alla resa della Francia, solo 4 veicoli erano stati completati.

## Galleria d'immagini

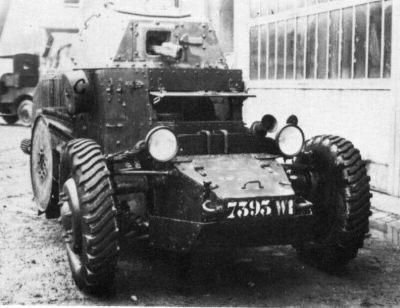
Primo prototipo
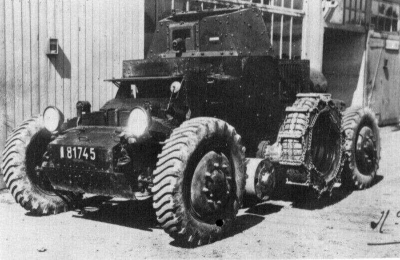
Secondo prototipo
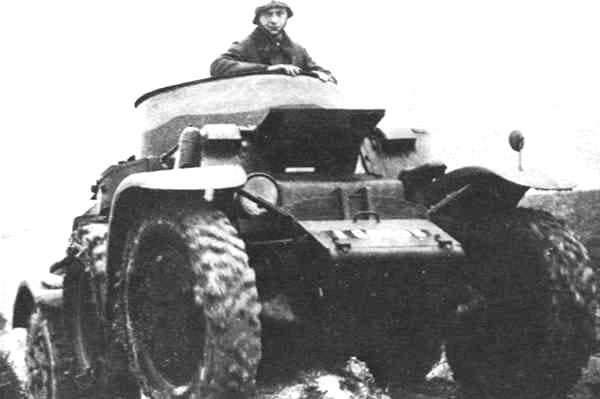
Secondo prototipo senza torretta durante le prove
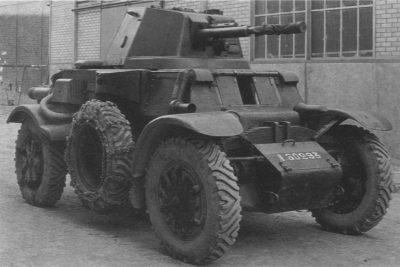
Terzo prorotipo